# Elaeocarpaceae
Elaeocarpaceae је фамилија дикотиледоних биљака из реда Oxalidales. Обухвата 12 родова са око 605 врста. Фамилија је распрострањена углавном у тропским областима, изузев на афричком континенту.

## Филогенија и систематика
су претходно сврставане заједно са припадницима реда Malvales, иако их од њих одвајају особине попут одсуства слузи или типа индумента. Слично, фамилији Tremandraceae је позиција варирала од Pittosporales до Vochysiales. Данас се ове две фамилије сматрају монофилетском групом унутар реда Oxalidales. Фамилија обухвата два трибуса, са 12 врста.
трибус 
род 
трибус 
род
род 
род 
род 
род 
род 
род 
род 
род 
род 
род 
род 